# Rio (Grecia)
Rio (greco Ρίο), chiamato anche Rion, è un ex comune della Grecia nella periferia della Grecia Occidentale (unità periferica dell'Acaia) con 13 270 abitanti secondo i dati del censimento 2001.
È stato soppresso a seguito della riforma amministrativa, detta piano Kallikratis, in vigore dal gennaio 2011 ed è ora compreso nel comune di Patrasso.
È situato sul golfo di Corinto, a circa 8 km a nord di Patrasso.
La località è abitata fin dal 1000 a.C. Vi si trovano uno dei due ospedali di Patrasso e diverse Facoltà dell'Università di Patrasso.
A ovest del centro abitato si stende una lunga spiaggia sabbiosa, costeggiata da una strada panoramica lunga circa 6 km. Un porto offre servizi di traghetto verso la costa settentrionale del golfo di Corinto.
Dopo l'apertura del ponte Rion Antirion nel 2004, che collega il Peloponneso con la Grecia nord-occidentale, il porto è rimasto attivo per i traghetti, in quanto le autocisterne e altri mezzi pesanti non possono transitare sul ponte.

## Località
Rio è suddiviso nelle seguenti località (i nomi dei villaggi tra parentesi):
- Agios Vasileios
- Aktaio
- Ano Kastritsi
- Arachovitika (Arachovitika, Kato Arachovitika)
- Argyra
- Drepano
- Kato Kastritsi (Kato Kastritsi, Magoula)
- Pititsa
- Platani
- Psathopyrgos (Psathopyrgos, Kato Rodini)
- Rio
- Sella